# غذا (خوراک)

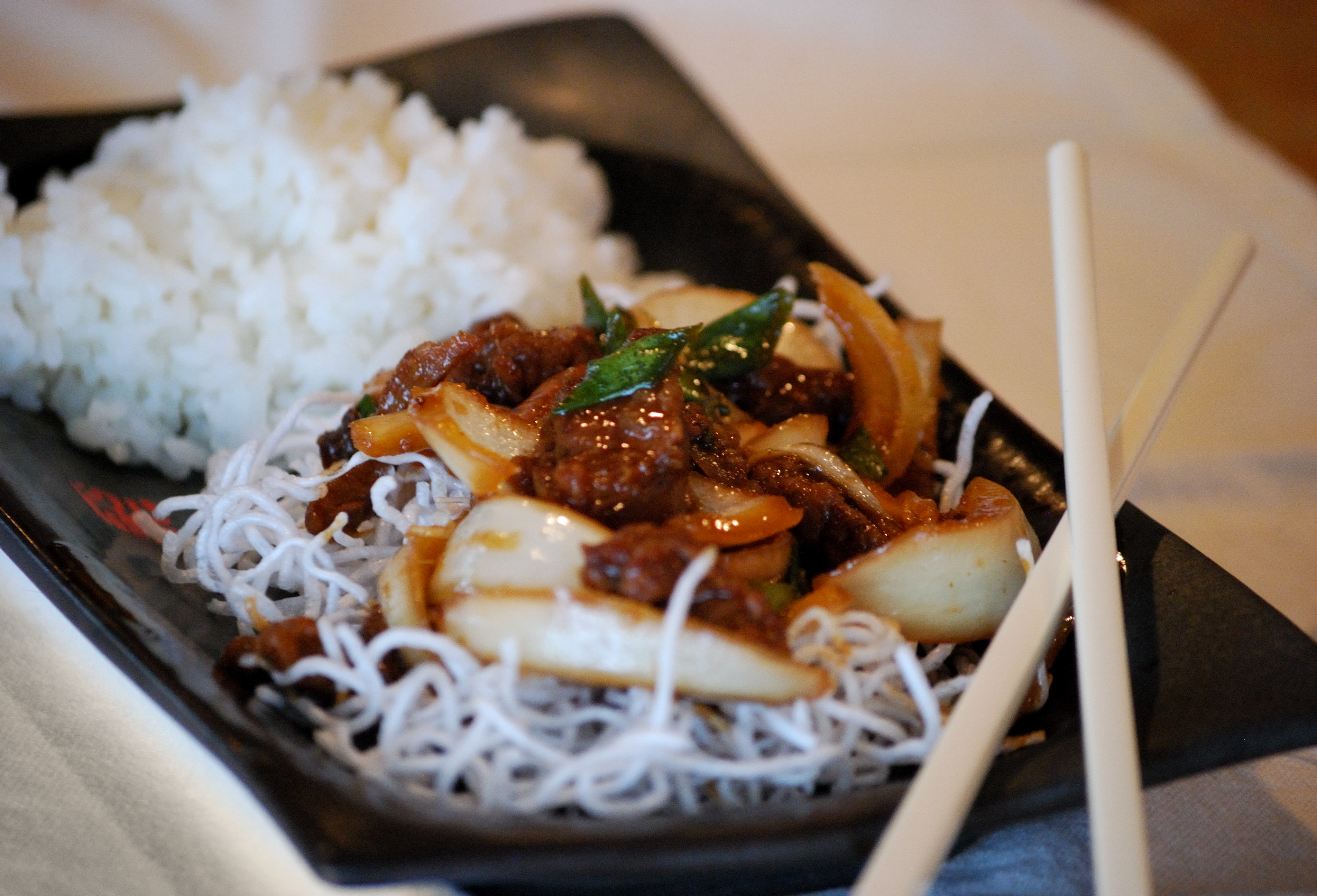
یک بشقاب گوشت گاو مغولی

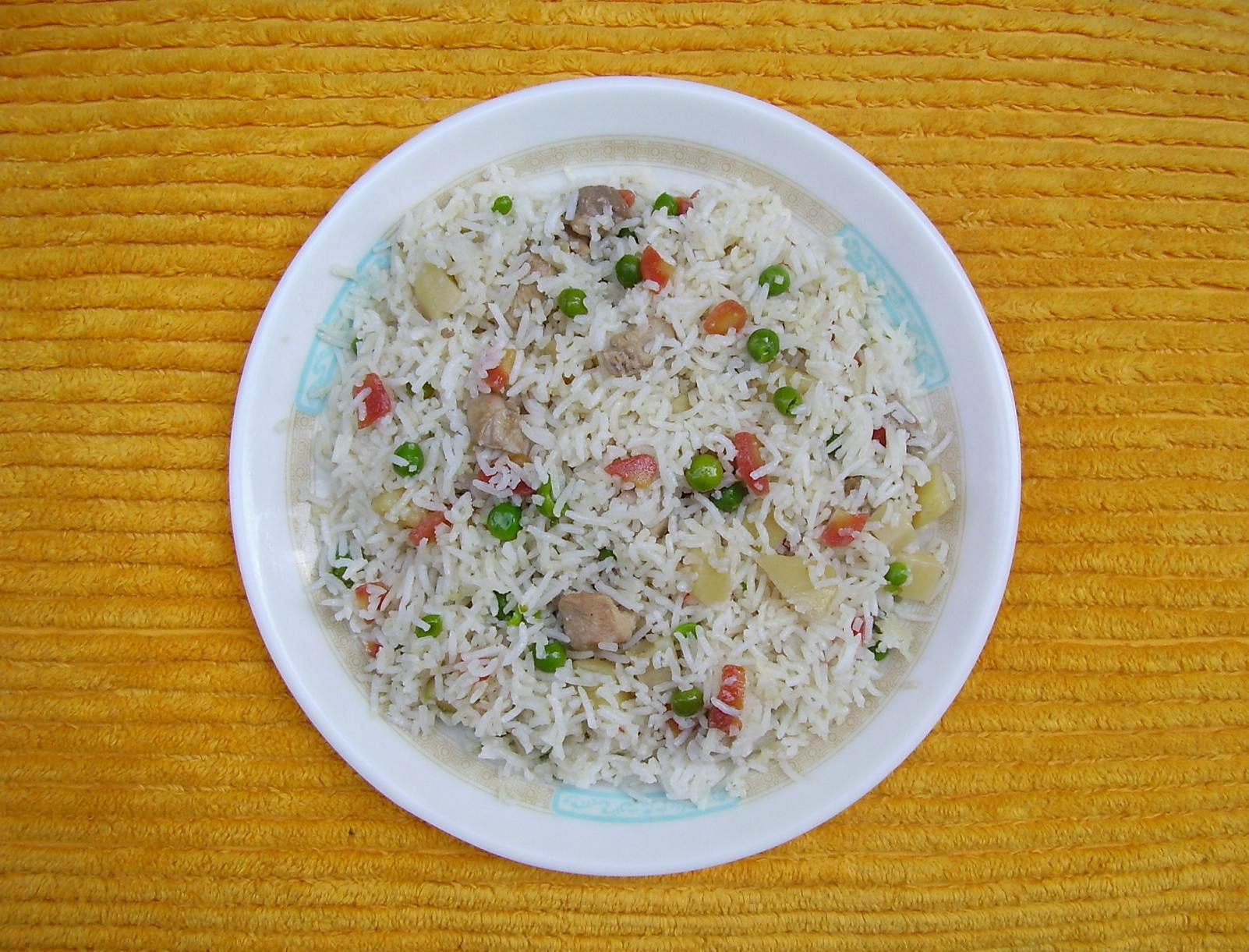
برنج سرخ شده چینی در بشقاب سرو می‌شود

یک غذا در غذاشناسی به یک آماده‌سازی خاص غذایی اشاره دارد، یک «ماده یا نوع خاص از غذا»، که آماده خوردن یا سرو شدن است.
یک غذا ممکن است بر روی ظروف غذاخوری سرو شود، یا ممکن است با دست خورده شود.
یک غذا ممکن است بر روی ظروف غذاخوری سرو، یا ممکن است با دست خورده شود.
دستورالعمل‌های تهیه یک غذا به نام دستور پخت شناخته می‌شوند.
برخی غذاها، مانند هات داگ با کچاپ، به ندرت دارای دستور پخت‌های خود در کتاب‌های آشپزی هستند زیرا آن‌ها با ترکیب دو غذای آماده به سادگی تهیه می‌شوند.

## نامگذاری
بسیاری از غذاها نام‌های خاصی دارند، مانند ساوربراتن، در حالی که برخی دیگر نام‌های توصیفی دارند، مانند «استیک دنده کبابی». بسیاری از آن‌ها به اسم مکان‌های خاصی نام‌گذاری شده‌اند، گاهی به دلیل ارتباط خاصی با آن مکان، مانند لوبیاهای پخته بوستون یا بیستکا آلا فیورنتینا، و گاهی نه: تخم‌مرغ‌های پخته فلورنتینی به معنای «تخم‌مرغ‌های پخته با اسفناج» است. برخی از غذاها به نام افراد خاصی نام‌گذاری شده‌اند:
- برای افتخار به آن‌ها: به عنوان مثال، پنیر بریلات-ساوران، که به افتخار گورمِه و شخصیت سیاسی مشهور فرانسوی قرن هجدهم ژان آنتلم بریلات-ساوران نام‌گذاری شده است؛[۳]
- به نام اولین شخصی که غذا برای او تهیه شده است: به عنوان مثال، استیک چالیاپین، که به دستور خواننده اپرای روسی فیودور ایوانوویچ شالیاپین در سال ۱۹۳۴ در ژاپن تهیه شده است؛[۴][۵]
- به نام مخترع، یا به دلیل اینکه نام غذا توسط آن شخص داده شده یا اینکه غذا در آشپزخانه مخترع تهیه شده است.

برخی غذاها داستان‌های زیادی دربارهٔ خلق خود دارند که گاهی می‌تواند دانستن منشأ واقعی نام یک غذا را دشوار کند.